# Delírio de cristal
Delírio de cristal é uma manifestação externa de um distúrbio psiquiátrico registrado na Europa principalmente no final da Idade Média e início do período moderno (séculos XV a XVII). Pessoas temiam que fossem feitas de vidro "e, portanto, poderiam se quebrar em pedaços." Uma das primeiras vítimas famosas foi o rei Carlos VI da França, que se recusou a permitir que as pessoas o tocassem e usava roupas reforçadas para se proteger de "estilhaços" acidentais.

## O delírio
A concentração de delírio de cristal entre as classes ricas e instruídas permitiu que os estudiosos modernos o associassem a uma desordem mais ampla e melhor descrita de melancolia dos estudiosos.

## Relatos contemporâneos
A obra A Anatomia da Melancolia (1621), de Robert Burton, aborda o assunto no comentário como uma das muitas manifestações relacionadas à mesma ansiedade: "Medo de demônios, morte, que eles estarão tão doentes de alguma doença, prontos para tremer em todos os objetos, devem morrer imediatamente, ou que alguns de seus queridos amigos ou aliados próximos estão certamente mortos; perigo iminente, perda, desgraça ainda atormentam os outros; que todos são de vidro e, portanto, não permitirão que ninguém se aproxime deles; que todos eles são cortiça, leves como penas; outros tão pesados quanto o chumbo; alguns temem que suas cabeças caiam de seus ombros, que tenham rãs em suas barrigas, etc."
Miguel de Cervantes baseou uma de suas breves novelas exemplares, El licenciado Vidriera (1613), sobre a ilusão do personagem do título, um aspirante a jovem advogado. Tomás Rodaja caiu em uma grave depressão depois de ser acamado por seis meses depois de ter sido envenenado com uma poção supostamente afrodisíaca. Ele alegou que, sendo de vidro, suas percepções são mais claras do que as dos homens de carne e demonstradas por oferecer comentários espirituosos. Após dois anos de doença, Rodaja foi curada por um monge; nenhum detalhe da cura é fornecido, exceto que o monge era supostamente um fazedor de milagres.
O poeta holandês Constantijn Huygens escreveu uma Costly Folly (1622) centrada num sujeito que "teme tudo o que se move em sua vizinhança... a cadeira será a morte para ele, ele treme na cama, temeroso de que alguém quebre seu traseiro, o outro sua cabeça".
O filósofo francês René Descartes escreveu Meditações sobre Filosofia Primeira (1641), usando a ilusão de vidro como um exemplo de uma pessoa insana cujo conhecimento percebido do mundo difere da maioria.
Nos tempos modernos, o delírio de cristal não desapareceu completamente. Ainda há casos isolados na atualidade. "Pesquisas de instituições psiquiátricas modernas revelaram apenas dois casos específicos (não corroborados) do delírio de cristal. Foulché-Delbosc relata ter encontrado um Homem de Vidro num asilo em Paris, e uma mulher que pensou que era um caco de cerâmica foi registrado em um asilo em Merenberg." Andy Lameijn, um psiquiatra dos Países Baixos, relatou que tem um paciente do sexo masculino que sofre da desilusão em Leiden.

## Tchaikovsky
O comportamento neurótico do compositor russo do século XIX Piotr Ilitch Tchaikovsky parece reminiscente do delírio de cristal, centrando-se em torno de suas dificuldades causadas por sua crença de que sua cabeça cairia durante a regência caso não sustentasse o queixo. Enquanto a lenda pode ser exagerada, parece ter alguma base de fato:
Em março de 1868, em sua primeira tentativa [de regência], Tchaikovsky conduziu as danças do Voyevoda, "e sentira que sua cabeça cairia para os lados a menos que lutasse para mantê-la ereta"  e assim ele evitou reger ... Em outubro de 1886, apontou para sua mecena "durante toda a minha vida fui atormentado pela consciência da minha incapacidade de reger. Parece-me que há algo de vergonhoso e desonroso em não ser capaz de me impedir de tremer de medo e horror ao pensar em sair na frente do público com um bastão." ... No entanto, em 31 de janeiro de 1887, em sua terceira tentativa superou seu medo e conduziu a premier de A Feiticeira ... como um incentivo adicional, ele não estava inconsciente de que um regente poderia ter mais celebridade em seu próprio tempo do que um compositor.